# Мачахели
Мачахели (Мачихели, исторически Мичихиани, груз. მაჭახელი, тур. Maçaheli) — историческая и географическая область и долина вдоль реки Мачахлисцкали между Турцией и Грузией. В долине Мачахели находятся 18 поселений.
Эта область была частью Грузинского царства до его распада в конце XV века. Затем она превратилась в полуавтономное княжество Самцхе-Джавахети, которое подчинилось османскому султану Мехмеду II в 1479 году. Мачахели получила особую славу из-за производства мушкетов, названных Мачахела. Временами Мачахели переходила под контроль Российской империи во время войн с Османской империей. После установления новых советско-турецких и турецко-грузинских границ в 1921 году, Мачахели была разделена между Турцией и Грузией.
Сегодня Верхняя Мачахели находится в Турции, в провинции Артвин. Там расположены 6 деревень. Центр всей Мачахели, Хертвиси (груз. ხერთვისი), был переименован в «Камили» в 1925 году, и район также стал называться Камили. Район известен по всей Турции из-за пчеловодства и высокого качества мёда. Нижнее Мачахели находится в автономной республики Аджария в Грузии и имеет 12 деревень. Названия турецких деревень — Камили, Дузенли, Эфелер, Каялар, Марал и Угур. Рядом с деревней Марал есть одноимённый водопад.